# Bělá (Nová Pec)

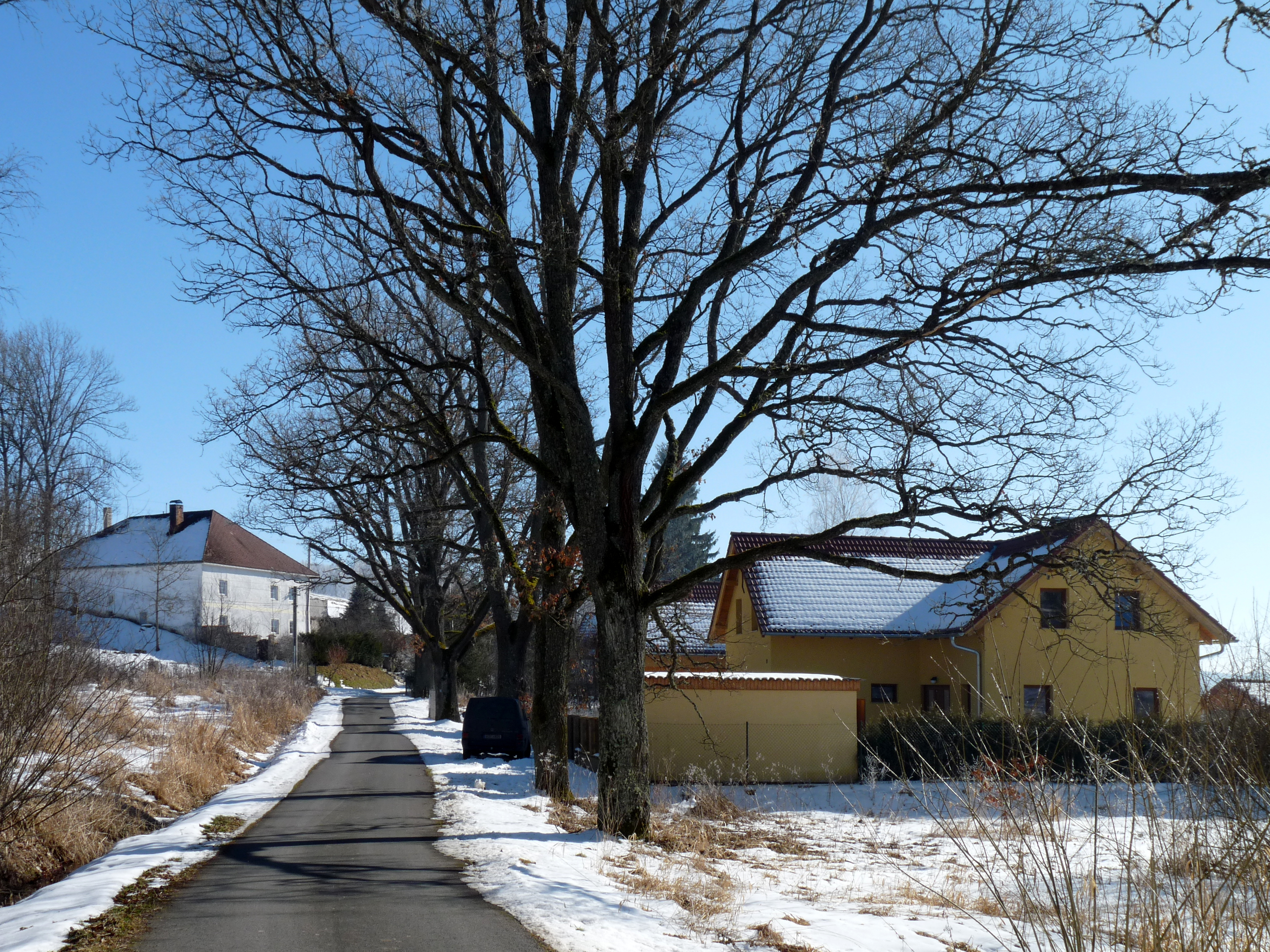
Ortsansicht

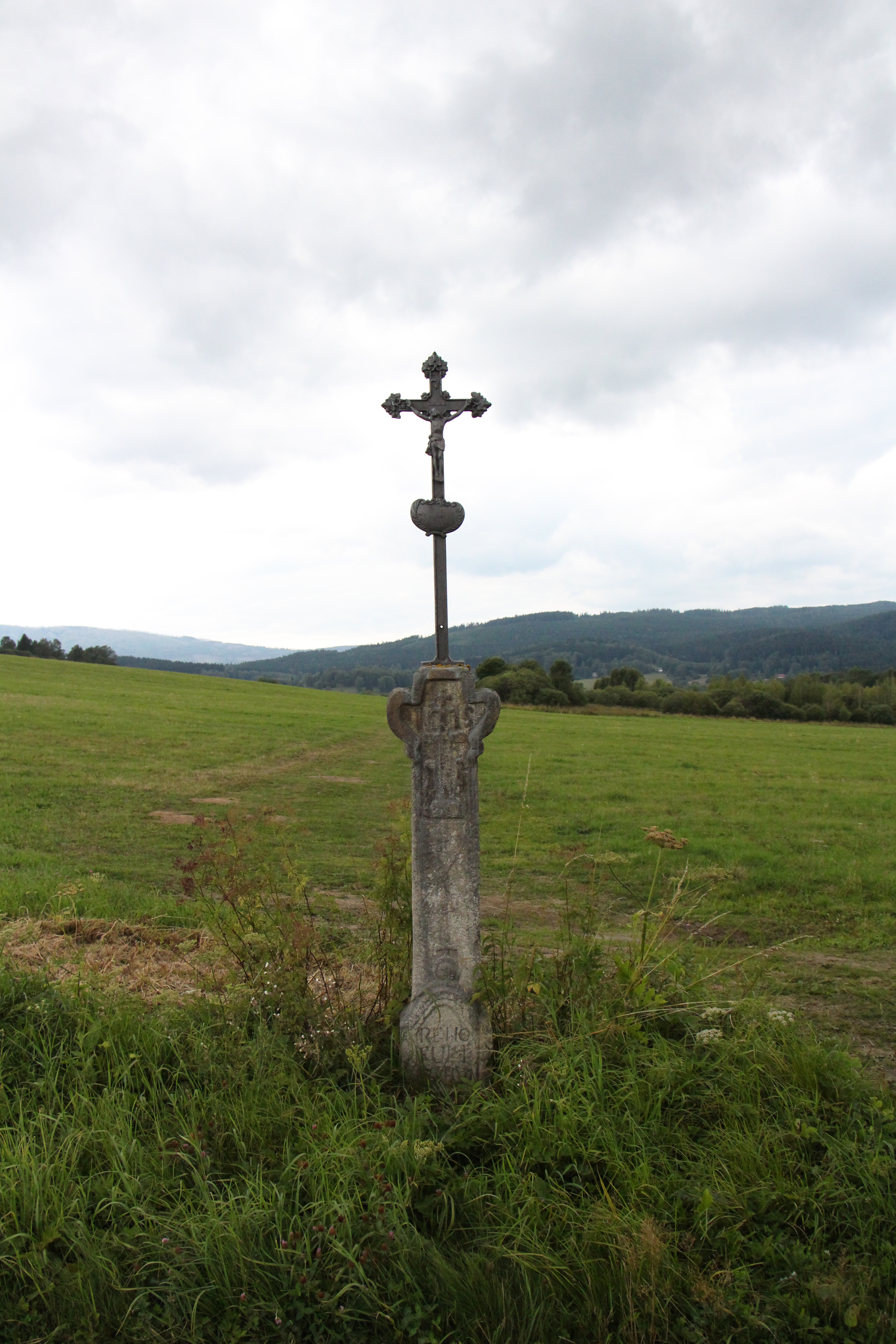
Kreuz am Weg nach Želnava

Bělá, bis 1947 Parkfried, ist ein Ortsteil der Gemeinde Nová Pec in Tschechien. Er liegt sechs Kilometer nordwestlich von Horní Planá und gehört zum Okres Prachatice. 

## Geographie
Bělá befindet sich linksseitig des mit dem Lipno-Stausee gefluteten Moldau-Oberlaufes auf einer zu den Ausläufern der Želnavská hornatina gehörigen Hochfläche im Böhmerwald. Das Dorf liegt an der Grenze zwischen dem Nationalpark Šumava und dem Landschaftsschutzgebiet Šumava. Gegenüber von Bělá münden der Jezerní potok, die Rasovka (Hefenkriegbach) und der Novopecký smyk (Hefenkrieger Glitsche) in den Moldaustausee. Nördlich erhebt sich der Želnavský vrch (Salnauer Berg, 815 m n.m.), im Osten der Hrad (Hausberg, 940 m n.m) und die Houba (864 m n.m), südlich der Šešovec (Scheschberg, 899 m n.m), im Westen der Bělský vrch (Großer Berg, 782 m n.m) sowie nordwestlich der Perník (Lebzelterberg, 1048 m n.m), der U hvozdecké cesty (902 m n.m) und der Hvozd (Hochwald, 1047 m n.m.). Südlich verläuft die Bahnstrecke České Budějovice–Černý Kříž; der nächste Bahnhof befindet sich in Nové Chalupy, er trägt den Namen Nová Pec. Gegen Osten erstreckt sich der Truppenübungsplatz Boletice.
Nachbarorte sind Pěkná, Záhvozdí und Želnava im Norden, die Wüstung U Riedla (Riedelhütte) im Nordosten, Pernek im Osten, Pihlov, Jasenka und Hory im Südosten, Kovárna und Nové Chalupy im Süden, Dlouhý Bor im Südwesten, Vltava im Westen sowie Jelení, Ovesná und Smolná Pec im Nordwesten.

## Geschichte
Auf dem Hausberg entstand wahrscheinlich im 13. Jahrhundert eine Burganlage, deren Name nicht überliefert ist. Es wird angenommen, dass es sich um eine königliche Wachtburg handelte. Das Dorf wurde im Zuge der Kolonisation des Böhmerwaldes vermutlich durch das Kloster Goldenkron gegründet. In der Mitte des 14. Jahrhunderts gelangten die Dörfer Salnau, Parkfried, Burgstall und Walterstift an das Kapitel Vyšehrad, dessen Propst Dietrich von Portitz das Gebiet um 1360 auf Lebenszeit an Johann von Amschelberg, einen Sohn des Wilhelm von Landstein verkaufte. Daraus entwickelte sich ein heftiger Streit zwischen dem Kapitel Vyšehrad und dem Kloster Goldenkron, der bis 1395 andauerte. Der Prachaticer Historiker František Kubů ist daher der Auffassung, dass es sich bei der Burg auf dem Hausberg um die bisher nicht lokalisierbare Burg Waltershausen handelt, die Dietrich von Portitz zum Schutz der dem Kapitel Vyšehrad gehörigen Dörfer angelegt hatte. In verschiedenen älteren Quellen wird auch Johann von Amschelberg als Erbauer der Burg angesehen.
Die erste urkundliche Erwähnung des Dorfes erfolgte im Jahre 1393 als Persircz. Zwei Jahre später, als das Kloster Goldenkron das Salnauer Gericht zurückerhielt, wurde der Ort als Perfritz und Perfrid bezeichnet. Im Jahre 1412 überließ das Kloster sechs Dörfer, darunter Salnau, Parkfried und Burgstall an König Wenzel IV., der diese 1414 seinem Gefolgsmann Johann von Bezděkov als Pfand überließ. Nach Wenzels Tod gelangten die Dörfer 1420 wieder an das Kloster Goldenkron. Nachdem das Kloster im selben Jahre von den Hussiten niedergebrannt worden war, verpfändete König Sigismund den gesamten Klosterbesitz 1420 an Ulrich von Rosenberg. Nach Beendigung der Hussitenkriege wurde das Kloster 1437 wieder aufgebaut, jedoch war Ulrich von Rosenberg nicht bereit, die Pfandherrschaft aufzugeben. Am 7. Mai 1443 führte die Stadt Prachatitz bei Ulrich von Rosenberg Beschwerde, dass Smil von Krems auf Gans die Salnauer Berge besetzt hätte; wahrscheinlich ist damit die wüste Burg Hausberg gemeint. 1447 wurde Smil von Krems in Krumau hingerichtet. Zwischen 1460 und 1476 war das Salnauer Gericht an Prokop von Ravenstein und seinen Sohn Wenzel verpfändet; dabei wurden die Dörfer Walterstift und Burgstall bzw. Purgstall letztmals erwähnt. Danach fiel das Salnauer Gericht wieder als Pfand an die Herren von Rosenberg, die es bis 1602 besaßen. Ab 1622 übten die Herren von Eggenberg, ab 1719 die Fürsten von Schwarzenberg das Patronat aus. Zusammen mit den anderen Klostergütern ging auch Parkfried 1785 in Folge der Aufhebung des Klosters Goldenkron in das Eigentum der Fürsten Schwarzenberg über und wurde Teil der Allodialherrschaft Krumau. Zum Ende des 18. Jahrhunderts entstand im Mündungsbereich des Seebaches und des Hefenkriegbaches in die Moldau ein Schwemmplatz, von dem das auf der oberen Moldau geflößte Scheitholz über das Scheiterstraßl mit Fuhrwerken hinauf zum Schwarzenbergschen Schwemmkanal transportiert wurde. Um den Schwemmplatz lagen die Höpfelmühle, die Einschicht Zaunlipp und die Salnauer Jägerhäuser.
Im Jahre 1840 bestand Pargfried aus 32 Häusern mit 288 deutschsprachigen Einwohnern. Bei dem Dorf führte eine Brücke über die Moldau. Abseits lagen auf der anderen Seite des Flusses die Salnauer Jägerhäuser mit einem Forstbeamten- und einem Försterhaus, an der Einmündung des Seebaches die Rustikalmühle „Höpfelmühle“ mit einer Brettsäge, am Seebach die Dominikalmühle „Hotzimühle“ mit einer weiteren Brettsäge sowie eine Hammerschmiede. Pfarrort war Salnau. Bis zur Mitte des 19. Jahrhunderts blieb Parkfried der Allodialherrschaft Krumau untertänig.
Nach der Aufhebung der Patrimonialherrschaften bildete Pargfried bzw. Parkfried ab 1849 mit dem Ortsteil Salnau eine Gemeinde im Gerichtsbezirk Oberplan. Die Neuhäuser, Salnauer Jägerhäuser, Zaunhaus, Zaunlipp und Stallschmiede wurden der Gemeinde Neuofen zugeordnet. Ab 1868 gehörte Parkfried zum Bezirk Krumau. An der Moldau gegenüber von Parkfried entstanden in dieser Zeit die neue Ansiedlung Oiberg und die Fürstlich Schwarzenbergsche Dampfsäge. Nachdem zwischen 1887 und 1888 die 3,8 Kilometer lange Hefenkrieger Glitsche bzw. Salnauer Riese (Novopecký smyk) zur Moldau angelegt worden war, mit der die Holzflößerei von der Großen Mühl zur Moldau verlagert wurde, und der Salnauer Flößplatz 1892 auch eine Eisenbahnverbindung nach Budweis erhalten hatte, entstand gegenüber von Parkfried die neue Siedlung Salnau-Bahnhof, die rasch anwuchs, während dessen sich das Platzdorf Parkfried nur wenig vergrößerte.
Im Jahre 1910 bestand das Dorf Parkfried mit seinen Ortslagen Grantlhauser, Hausberg und Seebach aus 39 Häusern und hatte 387 Einwohner. An der Moldau nördlich des Bahnhofs Salnau ließen die Fürsten Schwarzenberg 1926 den größten Kabelkran der Tschechoslowakei errichten, der der Übersetzung des Holzes über die Moldau zur Eisenbahn diente; er wurde 1929 bei einem Orkan umgeworfen und fiel in den Fluss. 1930 lebten in der Gemeinde Parkfried 927 Personen, der Kernort Parkfried bestand aus 45 Häusern und hatte 387 Einwohner. Im Oktober 1938 wurde die Gemeinde in Folge des Münchner Abkommens dem Deutschen Reich zugeschlagen und gehörte bis 1945 zum Landkreis Krummau an der Moldau. Im Jahre 1939 hatte die Gemeinde 957 Einwohner. 1945 bestand das Dorf Parkfried aus 52 Häusern, in denen 396 Personen lebten. Nach dem Ende des Zweiten Weltkriegs kam Parkfried an die Tschechoslowakei zurück und die deutschböhmische Bevölkerung wurde auf Grund der Beneš-Dekrete zum großen Teil vertrieben. 1947 erfolgte die Umbenennung in Bělá, ein Jahr später erhielt der Ortsteil Oiberg den neuen Namen Vltava. 1948 wurde Bělá dem Okres Prachatice zugeordnet. Zahlreiche Häuser blieben unbewohnt und wurden später abgebrochen. An ihrer Stelle entstanden Ferien- und Mehrfamilienhäuser. Von den 52 Häusern, die nach Kriegsende in Bělá standen, ist nur noch die Hälfte erhalten. In den 1950er-Jahren erfolgte der Bau der Moldautalsperre. Im Zuge der Gebietsreform von 1960 wurde die Gemeinde Bělá aufgelöst. Der Ortsteil Želnava wurde zu einer eigenständigen Gemeinde, während Bělá und Vltava nach Nová Pec eingemeindet wurden.
Im Jahre 1991 hatte Bělá 40 Einwohner. 2001 bestand der Ort aus 18 Wohnhäusern, in denen 29 Menschen lebten. Insgesamt besteht Bělá aus 80 Häusern.

## Sehenswürdigkeiten
- Burgstall Hausberk auf dem Hrad
- Kreuz am Weg nach Želnava